# Ознобишин, Илья Иванович
Илья́ Ива́нович Озноби́шин (20 июня 1757 — 20 декабря 1830, Тамбов) — действительный статский советник, тамбовский губернский предводитель дворянства, кавалер ордена Святого Георгия IV степени.

## Биография
Илья Иванович Ознобишин родился 1757 году в старинной дворянской семье. С 19 августа 1769 года кадет Морского кадетского корпуса.
В 1774 году произведён в гардемарины, за 24 года службы в Севастополе участвует в 19 морских кампаниях против турецкого флота.
В 1790 году капитан 2 ранга Илья Иванович Ознобишин, командуя фрегатом «Покров Богородицы», отличился 8 (19) июля 1790 года в сражении у Керченского пролива. 31 августа 1792 года Ознобишин награждён орденом Святого Георгия IV степени. Награду Фёдор Ушаков вручил ему лично.
С 1797 года капитан 1-го ранга Ознобишин командует линкором «Захарий и Елисавет».
Являлся первым владельцем хутора Ознобишина под Севастополем, сейчас Дергачи.
В 1798 году капитан 1-го ранга Ознобишин переходит на гражданскую службу обер-форштмейстером в Воронежскую губернию, с переименовыванием в статские советники.
С 16 ноября 1804 года по 19 ноября 1811 года вице-губернатор Тамбовской губернии.
12 декабря 1807 года Ознобишин был произведен в действительные статские советники.
В 1812 году проводил организованный сбор средств от дворянства на формирование Тамбовского пехотного полка.
С 14 декабря 1812 года по 17 декабря 1815 года и с 19 декабря 1821 года по 20 декабря 1830 года действительный статский советник Илья Иванович Ознобишин выбирался предводителем дворянства Тамбовской губернии.
Похоронен в некрополе Спасо-Преображенского кафедрального собора Тамбова, рядом с женой.

## Семья
Жена — Ознобишина Поликсена Ионовна (22 марта 1775 — 27 февраля 1827, Тамбов).
Сын — Ознобишин, Николай Ильич (1798, Севастополь — 13 августа 1853, Полтавская губерния) — действительный статский советник, полтавский гражданский губернатор.

## Награды
- Орден Святого Георгия IV степени
- Орден Святого Владимира IV степени
- Орден Святой Анны I степени[2]